# Under Great White Northern Lights
Albums de The White Stripes
Icky Thump
(2007)
Under Great White Northern Lights est un album live du duo américain de rock alternatif The White Stripes, publié le 16 mars 2010 par Third Man Records.

## Liste des chansons
| No  | Titre | Durée |
| --- | --- | ----- |
| 1.  | Let’s Shake Hands                                                                                             | 3:11  |
| 2.  | Black Math | 3:06  |
| 3.  | Little Ghost                                                                                                  | 2:23  |
| 4.  | Blue Orchid                                                                                                   | 2:55  |
| 5.  | The Union Forever                                                                                             | 4:26  |
| 6.  | Ball and Biscuit (reprises de portions de I Believe I'll Dust My Broom et Phonograph Blues de Robert Johnson) | 3:07  |
| 7.  | Icky Thump | 4:12  |
| 8.  | I’m Slowly Turning Into You                                                                                   | 5:32  |
| 9.  | Jolene (reprise de Dolly Parton)                                                                              | 3:54  |
| 10. | 300 M.P.H. Torrential Outpour Blues                                                                           | 4:52  |
| 11. | We Are Going to Be Friends                                                                                    | 2:24  |
| 12. | I Just Don’t Know What to Do with Myself (reprise de Burt Bacharach, Hal David)                               | 3:10  |
| 13. | Prickly Thorn, But Sweetly Worn                                                                               | 3:23  |
| 14. | Fell In Love with a Girl                                                                                      | 2:26  |
| 15. | When I Hear My Name                                                                                           | 2:40  |
| 16. | Seven Nation Army                                                                                             | 7:29  |